# Říčky (district de Brno-Campagne)
Pour les articles homonymes, voir Říčky.
Říčky (en allemand : Ritschka) est une commune du district de Brno-Campagne, dans la région de Moravie-du-Sud, en République tchèque. Sa population s'élevait à 388 habitants en 2020.

## Géographie
Říčky se trouve à 7 km au nord-nord-ouest de Rosice, à 19 km àl'ouest-nord-ouest de Brno et à 168 km au sud-est de Prague.
La commune est limitée par Domašov et Javůrek au nord, par Veverské Knínice à l'est, par Říčany au sud et par Litostrov à l'ouest.